# السعودية في الألعاب الأولمبية الصيفية 2012
السعودية في الألعاب الأولمبية الصيفية 2012 شاركت المملكة العربية السعودية في منافسات دورة الألعاب الأولمبية الصيفية لعام 2012 في لندن بالمملكة المتحدة . ودخلت المنافسة ب19 مشارك في 5 رياضات وحقق فريق الفروسية أول ميدالية للمملكة في أولمبياد لندن، بحصولهم على الميدالية البرونزية.

## الميداليات
| الميدالية | الاسم                                                        | الرياضة  | المنافسة   | التاريخ |
| --------- | ------------------------------------------------------------ | -------- | ---------- | ------- |
| برونزية   | رمزي الدهامي عبد الله آل سعود كمال باحمدان عبد الله الشربتلي | الفروسية | قفز السدود | 6 أغسطس |

## قضية المشاركات النسائية
طالبت اللجنة الأولمبية الدولية بمشاركة المرأة السعودية للرياضة ، رغم رفض بعض الدعاة الإسلاميين وبعض المحللين الرياضيين مشاركة المرأة السعودية والذين قالوا بأن المرأة لا تتحمل أن تشارك مشاركات الرجال .

## القوى
- العداء مخلد العتيبي (5000)
- العداءعبد الله الجود(5000)
- العداءحسين آل حمضة(5000)
- العداءعبد العزيز لادان (800)
- العداءمحمد شاوين 1500 متر
- العداءأحمد خضر
- العداء يوسف مسرحي 400 متر
- العداءعلي أحمد العمري 3000 حواجز
- العداءة سارة عطار 800 متر أول عداءة سعودية في تاريخ الألعاب الأولمبية

الفارسخالد العيد
الفارسعبد الله الشربتلي

## جودو
| الرياضي       | الحدث         | دور 64                   | دور 32                 | دور 16        | الربع النهائي | النصف النهائي | الترضية 1     | الترضية 2     | النهائي       | النهائي  |
| الرياضي       | الحدث         | المنافس نتيجة            | المنافس نتيجة          | المنافس نتيجة | المنافس نتيجة | المنافس نتيجة | المنافس نتيجة | المنافس نتيجة | المنافس نتيجة | ترتيب    |
| ------------- | ------------- | ------------------------ | ---------------------- | ------------- | ------------- | ------------- | ------------- | ------------- | ------------- | -------- |
| عيسى مجرشي    | أقل من 60 كلغ | فاز 0100–0000 غيانا      | خسر 0000–0021 البرازيل | لم يتأهل      | لم يتأهل      | لم يتأهل      | لم يتأهل      | لم يتأهل      | لم يتأهل      | لم يتأهل |
| وجدان شهرخاني | أقل من 78 كلغ | خسرت 0000–0100 بورتوريكو | لم تتأهل               | لم تتأهل      | لم تتأهل      | لم تتأهل      | لم تتأهل      | لم تتأهل      | لم تتأهل      | لم تتأهل |

## الرماية
مقال تفصيلي: الرماية في الألعاب الأولمبية 2012
| الرامي       | الفئة | نصف النهائي | نصف النهائي | النهائي | النهائي |
| الرامي       | الفئة | النقاط      | الترتيب     | النقاط  | الترتيب |
| ------------ | ----- | ----------- | ----------- | ------- | ------- |
| ماجد التميمي | تراب  | 111         | 29          | x       | x       |

## رفع الاثقال
| اللاعب       | المنافسة | الخطف  | الخطف   | النتر  | النتر   | المجموع | الترتيب |
| اللاعب       | المنافسة | النيجة | الترتيب | التيجة | الترتيب | المجموع | الترتيب |
| ------------ | -------- | ------ | ------- | ------ | ------- | ------- | ------- |
| عباس القيصوم | 94 كلغ   | 155    | 15      | 180    | 17      | 335     | 15      |

## مقالات ذات صلة
- الوطن العربي في الألعاب الأولمبية الصيفية 2012